# 切爾沃諾希爾卡 (扎波羅熱州)
47°19′21″N 35°44′30″E / 47.32250°N 35.74167°E
切爾沃諾希爾卡（烏克蘭語：Червоногірка）是位於烏克蘭東南部的村莊，由扎波羅熱州波洛希區的托克馬克市鎮負責管轄。該村面積2.31平方公里，海拔高度59米，2001年人口327，人口密度每平方公里141.7人。